# 岩棘千手螺
岩棘千手螺（学名：Siratus pliciferoides）为骨螺科岩芭蕉螺屬下的一个种。